# 国立病院機構相模原病院
独立行政法人国立病院機構相模原病院（どくりつぎょうせいほうじん こくりつびょういんきこう さがみはらびょういん）は、神奈川県相模原市南区にある医療機関。旧国立相模原病院。2004年より独立行政法人へ移行し、独立行政法人国立病院機構が運営している。
政策医療における免疫異常分野の総本山（準ナショナルセンター）であり、診療・臨床研究・研修などの幅広い活動が行われている。その他に、がん、精神医療、成育医療にも力を入れている他、神奈川県のエイズ治療拠点病院である。附設して看護学校があったが、平成19年度をもって閉校した。
2015年より院長に金田悟郎、副院長は安達献が就任した。
2022年4月より院長に安達献が就任した。

## 沿革
- 1938年3月1日：臨時東京第三陸軍病院創設。所在地:神奈川県高座郡大野村上鶴間4719番地（現在地）[2]。
- 1938年8月1日：臨時東京第三陸軍病院内に町田郵便局陸軍病院内分室を開設、電信電話業務は町田郵便局と同等[3]。
  - 1940年8月26日：陸軍病院内分室を相模原分室と改称（逓信省告示2239号）[4]。
  - 1944年7月16日：相模原分室を大野分室へ改称（逓信省告示337号）[5]。
  - 1949年4月1日：大野分室を相模原分室へ再度改称（逓信省告示139号）[6]。
  - 1949年6月1日 : 町田電報電話局が開局、電信電話関係業務を町田電報電話局へ移管[7]。
  - 1956年11月1日 - 町田郵便局ならびに相模原分室にて電話通話および和文電報受付事務の取扱を開始。
  - 1960年6月16日：相模原分室を廃止。相模台郵便局を相模原市新磯野（現在地：相模原市相模台二丁目1番6号 ※1969年7月1日住居表示実施）に新設。取扱事務は、新設の相模台郵便局に継承[8][9]。
- 1939年3月14日：昭和天皇の行幸[10]
- 1945年12月：厚生省へ移管、国立相模原病院発足
- 1965年：日本で最初に組織的にスギ花粉の飛散量調査を開始。現在も新病棟屋上にて観測を継続しており、相模原病院のホームページ及び院内の外来部門・正面玄関付近等にも飛散量を公開している。（関連：スギ花粉症）
- 1971年：臨床研修病院に指定される
- 1973年：難病であるリウマチ、アレルギー疾患の基幹施設に指定される
- 1976年：リウマチ、アレルギー疾患の基礎的研究部門をもつ臨床研究部を設置
- 1999年3月：厚生省より政策医療の免疫異常（リウマチ、アレルギー疾患）分野における高度専門医療施設（準ナショナルセンター）に指定。さらに「がん、成育、精神」医療に関しての専門医療施設に指定される。
- 2000年10月：臨床研究センターを設置
- 2001年5月：病院機能評価基準認定（一般病院種別B）
- 2001年：厚生労働省へ移管
- 2004年4月:独立行政法人へ移行し、独立行政法人 国立病院機構 相模原病院が発足
- 2008年8月1日:長年の懸案であった新病棟が完成し、旧病棟に入院中の患者が新病棟での入院治療開始。
- 2011年4月1日：看護基準7:1を取得

## 診療科
- 内科
- 外科
- 精神科
- 神経内科
- 呼吸器科
- 消化器科
- 循環器科
- アレルギー科
- リウマチ科
- 小児科
- 整形外科
- 脳神経外科
- 呼吸器外科
- 皮膚科
- 泌尿器科
- 産科
- 婦人科
- 眼科
- 耳鼻咽喉科
- リハビリテーション科
- 放射線科
- 麻酔科

リウマチ科については、この相模原病院がナショナルセンターの役割を行っている為、全国のリウマチ疾患の研究・診療のキーステーション的な役割を担っている（通常はリウマチ科はリウマチ科、整形外科は整形外科と個別に受診する必要があるのだが、相模原病院の関しては、リウマチ科内にリウマチ内科とリウマチ整形の医師が同じ診察室で受診可能なのが特徴）。
全国の約25の国立病院機構・都立（県立）病院が参加しているデータベースがあり、名称はNinja。Ninjaに参加していない病院でも、リウマチ科の医師との交流は盛んに行われている。独自に臨床研究センターが病院内に設置されており、一年間に1～2回程度、患者本人（その家族）や一般市民を対象とした講演会を病院の地元である相模原市内で行っている。また、小児の食物アレルギー等の臨床試験を実施している。一時、テレビ放送（NHK教育テレビ『今日の健康』等）で小児食物アレルギー治療（負荷試験）が紹介された為、日本全国から患者からの問い合わせや新規受診や入院希望者が殺到し、通常の再診予約や手術等の診療に影響が少なからずとも出た経緯がある。
通常の病院では、リウマチ科、アレルギー科専門病棟を持っていない事が多い様子だが、相模原病院では病床数こそ限られているものの、リウマチ科とアレルギー科の専門病棟を持っているのも特徴で、リウマチ科、アレルギー科を併せトータルにケアを受ける事ができるのが最大の利点である。

## 交通アクセス
・小田急小田原線
小田急相模原駅北口より神奈中バスで「国立相模原病院」バス停下車すぐ、または同駅より徒歩で約15分。

## 院内売店
実際の建物は外にあり、院内（産科・婦人科外来側）から短い通路を歩いて行く形になっている。店名は「かもめ」。売店では通常の食品・飲料・書籍の他、一部の医療用食品、衛生用品、郵便局の小包（ゆうパック）の発送、公共料金の収納代行を扱っている。2009年10月1日現在の営業時間は、平日午前7時30分から午後8時、土・日・祝は午前8時から午後7時30分まで、原則として年中無休。この2～3年の間に、交通系・流通系の電子マネーの利用も可能になった。
売店内には、新生銀行のカード式現金自動預け払い機が2012年（平成24年）3月27日まで併設されていた。利用可能時間は売店の営業時間に準ずる。新生銀行のカード式ATMが設置されていた際、地方銀行、第二地方銀行、信用金庫、労働金庫、農協等の提携がない金融機関のカードが利用できない為、これらの金融機関が発行カードが利用できず、患者本人（家族）及び職員等からの設置替え（設置銀行の入替）の対応に大変苦慮した結果、2012年（平成24年）3月28日より、今までの新生銀行のカード式ATMから、スルガ銀行タウンネットワーク支店（コンビニエンスストアである旧スリーエフに以前設置していた物と同一機種）管轄のカード式ATMに入れ替えられた。なお、スルガ銀行のキャッシュカード・カードローンカードについては、現金の引き出し（借入）の他に、カード入金、カードローンの元金のみ・元金と借入利息込の全額返済（1操作につき紙幣最高50枚まで挿入可能）・カード振込が利用できる。
また、三井住友銀行、みずほ銀行、横浜銀行の3銀行が発行したキャッシュカードについては、スルガ銀行が独自に提携交渉し、通常のMICS、ACSオンライン接続時間より時間を延長して利用する事が可能。三井住友銀行とみずほ銀行、横浜銀行のカードの利用可能な時間は、平日は午前8時から午後11時、土日・祝祭日は午前8時から午後9時までと時間が延長されている。もちろん、三井住友銀行、みずほ銀行、横浜銀行のATMでスルガ銀行のキャッシュカードを利用する場合も同じ時間帯で利用する事が可能。但し、それぞれの銀行で利用する際、ATMの目線上にある、ATMご利用案内等には、スルガ銀行のカードの利用可能時間帯には一切触れていないが、横浜銀行のみ表示がある。

## 外来及び入院費等の診療費の支払方法
診療費の支払方法は、現金の他に、トヨタファイナンス発行のTS3（ティーエスキュービックカード）、VISA、JCB、三菱UFJニコス発行のMUFG
カード、NICOSカード、AMEX、マスターカード、ディスカバーカードでの各種クレジットカードと一部の金融機関を除く銀行等のキャッシュカード（Ｊデビット）デビットカードで支払が可能。支払する前に窓口で申告する事により、指定される病院名義の銀行口座へ振込により支払する事ができる。但し振込扱の場合は確認が取れるまで数日を要し、振込手数料は患者の自己負担となる。

## 系譜
| 戦前                     | 戦前                         | 戦前                 | 戦後             | 戦後                 | 現在                     |
| ------------------------ | ---------------------------- | -------------------- | ---------------- | -------------------- | ------------------------ |
| 東京第一衛戍病院（陸軍） | 臨時東京第一陸軍病院         | 臨時東京第一陸軍病院 | 国立東京第一病院 | 国立病院医療センター | 国立国際医療研究センター |
| 東京第二衛戍病院（陸軍） | 東京第二陸軍病院             | 東京第二陸軍病院     | 国立世田谷病院   | 国立小児病院         | 国立成育医療研究センター |
| 東京第二衛戍病院（陸軍） | 東京第二陸軍病院大蔵臨時分院 | 東京第四陸軍病院     | 国立大蔵病院     | 国立大蔵病院         | 国立成育医療研究センター |
| —                        | 臨時東京第三陸軍病院         | 臨時東京第三陸軍病院 | 国立相模原病院   | 国立相模原病院       | 国立病院機構相模原病院   |